# 接点復活剤
接点復活剤（せってんふっかつざい、英: electrical contact cleaner）は、電気的な開閉器（いわゆるスイッチ）やコネクタなどのうち、特に電子機器のような、いわゆる弱電を扱う機器の金属接点の洗浄を目的とした薬剤である。主成分は油と溶剤であり、洗浄と同時に防錆と潤滑を兼ねる。なお、錆には無力である。

## 概要
可変キャパシタ（バリコン）や、ラジオではチューニングのメカ類など、特にスプレーを使う際には接点ではないものに付着させないようにする必要がある。薬剤成分の残留を嫌うような対象に対しては、当薬剤ではなく揮発成分のみから構成される別種のクリーナーを使わなければならない。また、摺動接点のように機械的に除去されやすいスイッチには、粘性の高い「コンタクトグリース」がある。そのほか、リレーの接点のように電圧やインダクタンスによって火花が発生するようなスイッチでは、条件によってシリコーンなどに由来する雰囲気中のシリコン（珪素）が火花で分解・酸化して酸化シリコンが付着・堆積し、接触不良を招くことがあるなど特殊であるため、専用の「リレークリーナー」を使用する。

## 使い方
基本的に通電状態では使用せず、対象の金属接点（ボリュームなどでは炭素接点）以外への付着を避けなければならない。
主成分である「油」「溶剤」共に樹脂を侵しうるため、「機器の隙間から吹き込む」「余分を拭き取らない」といった乱暴な使い方は控えるべきである
- 対象と周辺のチリやホコリなどを除去する
- 接点に錆などが発生している場合は、ヤスリなどによる機械的除去や、薬剤（商品名「接点ブライト」）による化学的除去により、除去しておく
- 錆や、前項でヤスリなどを使用したために表面が荒れている場合は、金属磨きなどで磨いて滑らかにしておく
- 接点洗浄剤などを併用する場合は、まずそちらで洗浄する
- 接点復活剤をスプレー・あるいは塗布し、スイッチやコネクタであれば、何度か断続させる
  - 場合によっては、いったん拭き取った後、同様に数度繰り返す
- チリやホコリなどが付着しにくいスイッチボックス内などであれば比較的多めに残しておくほか、付着しやすい場合は拭き取っておく

## 主なメーカーや商品

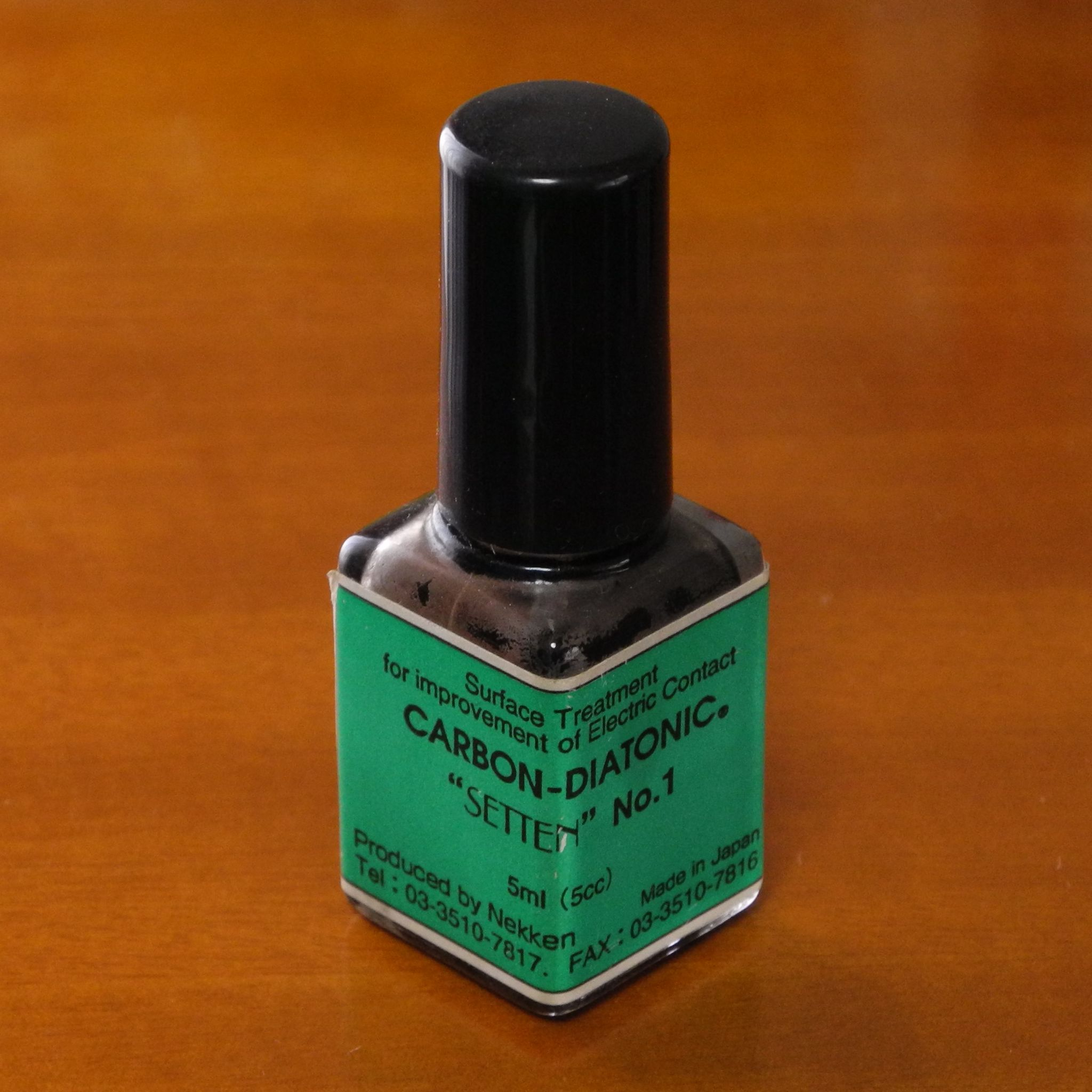
SETTEN No.1（熱研オリジナルの5ml入り小瓶）

有名なメーカーとしてサンハヤトや呉工業（スプレータイプの接点復活剤を販売）などがある。また、1999年頃に株式会社熱研が開発したダイヤモンドカーボンナノ微粒子を添加したSETTEN No.1という接点復活剤がオーバークロックや画質・音質改善に効果的であるとして流行した。